# 伊達宗実 (涌谷伊達家)
伊達 宗実（だて むねざね）は、江戸時代前期の涌谷伊達家の世嗣。陸奥国仙台藩初代藩主・伊達政宗の娘婿。

## 生涯
慶長16年（1611年）、仙台藩一門第四席・涌谷伊達家初代当主・伊達定宗の嫡男として誕生した。幼名は牛松丸。
元服後は左衛門宗実と名乗り、寛永4年（1627年）11月には藩主伊達政宗の三女・岑姫を正室に迎えた。しかし、岑姫は寛永12年（1635年）4月22日に20歳で病没し、寛永16年（1639年）8月23日、宗実もまた父に先立って死去した。享年29。家来の千石宣治・長橋好仲の両名が殉死した。
嫡男・宗実の死去に伴い、定宗は婿養子となって天童家を継いでいた次男の天童頼長を呼び戻して世継とした。この頼長が伊達騒動の主要人物の一人として知られる伊達安芸宗重であり、その宗重と激しく対立した一関藩主・伊達宗勝（兵部）は岑姫の同母弟であった。

## 系譜
- 父：伊達定宗（1574年 - 1652年）
- 母：桂昌院 - 黒木宗俊の娘
- 正室：岑姫（1616年 - 1635年） - 伊達政宗の三女

```
　　　　　┏伊達晴宗━━伊達輝宗━━伊達政宗　┏伊達宗勝
伊達稙宗━┫　　　　　　　　　　　　　┣━━━┫
　　　　　┃　　　　　　　　　　　┏勝女　　　┗岑姫
　　　　　┃　　　　　　多田吉広━┫　　　　　　　┃
　　　　　┃　　　　　　　　　　　┗只野勝吉　　　┃
　　　　　┃　　　　　　　　　　　　　　　　　┏伊達宗実
　　　　　┗亘理元宗━━亘理重宗━━伊達定宗━┫
　　　　　　　　　　　　　　　　　　　　　　　┗伊達宗重

```